# Brookshire (Teksas)
Brookshire je grad u američkoj saveznoj državi Teksas. Prema popisu stanovništva iz 2010. u njemu je živjelo 4.702 stanovnika.